# Marsdenia pringlei
Marsdenia pringlei är en oleanderväxtart som beskrevs av S. Wats.. Marsdenia pringlei ingår i släktet Marsdenia och familjen oleanderväxter. Inga underarter finns listade i Catalogue of Life.